# Danh sách ngôn ngữ sử dụng bảng chữ cái Latinh
Dưới là danh sách các ngôn ngữ sử dụng bảng chữ cái Latin:
- Afrikaans
- Albani
- Aragon
- Asturi
- Aymara
- Azerbaijan
- Basque
- Belarus (cũ; hiện nay dùng Bảng chữ cái Cyrill)
- Tiếng Bislama
- Boholano (trước đây sử dụng bảng chữ cái Baybayin)
- Bosnia
- Breton
- Catalan
- Cebuano
- Chamorro
- Cornish
- Cors
- Croatia
- Czech
- Đan Mạch
- Hà Lan
- Anh
- Tiếng Esperanto
- Estonia
- Faroe
- Fiji
- Philippin (trước đây sử dụng bảng chữ cái Baybayin)
- Phần Lan
- Pháp
- Frisia
- Friulia
- Fula (Pulaar)
- Gaelic Scotland
- Galicia
- Đức
- Gikuyu
- Guaraní
- Haiti
- Hausa (trước đây sử dụng bảng chữ cái Ả Rập)
- Hawai
- Hiti Motu
- Hungary (sử dụng Ký tự Hungary cổ trước năm 1000)
- Iceland
- Ido
- Igbo
- Ilocano (trước đây sử dụng bảng chữ cái Baybayin)
- Indonesia
- Tiếng Interlingua
- Tiếng Innu-aimun
- Irish
- Italia
- Java – Cũng sử dụng bảng chữ cái "Hanacaraka" ở một số vùng
- Kikongo
- Kinyarwanda
- Kirundi
- Kurd (Kurmanji)
- Tiếng Latin
- Latvia
- Laz (sử dụng ở Thổ Nhĩ Kỳ và vùng Lazs thuộc châu Âu)
- León
- Lingala
- Litva
- Lombard
- Luganda
- Luxembourg
- Maori
- Malagasy
- Malay
- Malta
- Man
- Marshall
- Moldova – cũng dùng Bảng chữ cái Cyrill
- Montenegro
- Tiếng Nahuatl (post Spanish Conquest)
- Nauru
- Navaho hoặc Navajo
- Ndebele
- Na Uy
- Occita
- Oromo (trước đây viết bằng ký tự Ge'ez)
- Palau
- Ba Lan
- Bồ Đào Nha
- Quechua
- Rumani (Vùng Transnistria dùng bảng chữ cái Cyrill)
- Romansh
- Rundi
- Samoa
- Scots
- Serbia (Bảng chữ cái Cyrill là chính thức)
- Tiếng Seychellois creole
- Shona
- Slovakia
- Slovenia
- Somali (trước đây sử dụng bảng chữ cái Ả Rập và ký tự Osmanya)
- Sotho (Bắc)
- Sotho (Nam)
- Tây Ban Nha
- Swahili
- Thụy Điển
- Swati
- Tagalog (trước đây sử dụng bảng chữ cái Baybayin)
- Tahiti
- Tatar (trước đây sử dụng tiếng Arab, 1927-1938 dùng Janalif, một biến thể Latin, sau đó là Bảng chữ cái Cyrill và từ năm 2000 lại sử dụng bảng chữ cái Latin, nhưng nói chung chỉ trên internet)
- Tetum
- Tok Pisin
- Tonga
- Tsonga
- Tswana
- Thổ Nhĩ Kỳ (trước đây sử dụng bảng chữ cái Ả Rập)
- Turoyo (ký tự mới dựa trên ký tự Latin, ban đầu là bảng chữ cái Syri)
- Uzbek (chính thức, trước đây dùng bảng chữ cái Cyrill)
- Venda
- Việt (trước đây dùng chữ Nho và chữ Hán Nôm)
- Tiếng Volapük
- Võro
- Walloon
- Wale
- Wolof
- Xhosa
- Yoruba
- Zulu
- Tiếng Zazaki